# Tom Driberg
Thomas Edward Neil Driberg, Baron Bradwell (* 22. Mai 1905 in Crowborough; † 12. August 1976 in London), genannt Tom Driberg, war ein britischer Journalist und Politiker. Von 1942 bis 1955 und von 1959 bis 1974 war er Mitglied des Parlaments. Er hatte führende Positionen in der Labour Party inne und war viele Jahre lang eine Galionsfigur linker Politik in Großbritannien.
Er war bekennender Homosexueller zu einer Zeit, als dies in Großbritannien noch strafbar war, vertrat einige Jahre lang kommunistische Ideen und wurde der Spionage für den KGB verdächtigt. Zudem war er in der Anglikanischen Kirche engagiert und tief gläubig.

## Frühe Jahre und Ausbildung
Thomas „Tom“ Driberg war der dritte und jüngste Sohn des pensionierten Kolonialoffiziers James Street Driberg und von dessen Frau Amy Mary Irving Driberg, geborene Bell. Der Vater war bei seiner Geburt 65 Jahre alt. In seinen Erinnerungen beschrieb Driberg die häusliche Atmosphäre als „erstickend“.
Im Alter von acht Jahren begann Tom Driberg seine schulische Ausbildung an der Grange School in seiner Heimatstadt. Dort hatte er erste sexuelle Erfahrungen mit Jungen und kam mit der Religion in Berührung, was er in seinen Memoiren „widersprüchliche Zwänge“ nannte. 1918 wechselte er auf das Lancing College, wo er sich mit seinem Mitschüler Evelyn Waugh anfreundete. Unter dessen Ägide schloss er sich einem intellektuellen Klub, den Dilettanti an, dessen Mitglieder sich für Literatur, Kunst und Politik interessierten. Ab 1920 tendierte er zur politischen Linken, fand aber die Labour Party zu wenig radikal und zu langweilig und schloss sich deshalb der neugegründeten Kommunistischen Partei Großbritanniens an.
In der Schule hatte Driberg zahlreiche Schülerposten inne, bis sich im Jahre 1923 zwei Jungen über Dribergs sexuelle Annäherungen beschwerten. Der Schuldirektor erlaubte ihm, für den Rest des Schuljahres in der Schule zu bleiben, enthob ihn aber aller seiner Posten und trennte ihn von den anderen Jungen. Am Ende des Jahres musste er die Schule verlassen mit der Erklärung, dass er von einem privaten Tutor auf die Aufnahme in die Universität Oxford vorbereitet werden müsse, da er die Aufnahmeprüfung im Jahr zuvor nicht bestanden hatte. Unter der Anleitung seines Tutors, des späteren Colin Pearson, Baron Pearson errang Tom Driberg ein Stipendium für das Christ Church College in Oxford.

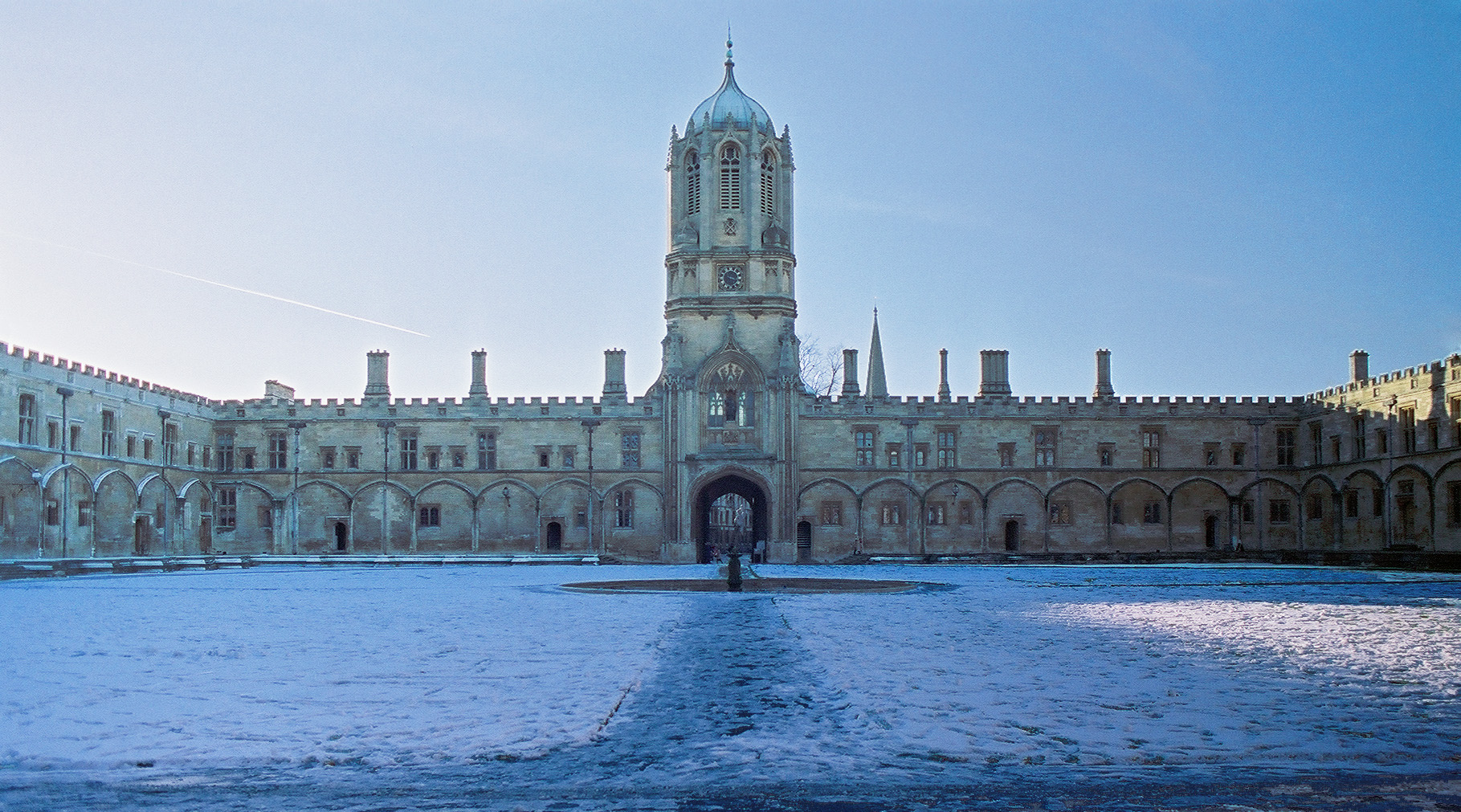
Christ Church, Oxford (2004)

In Oxford bewegte sich Driberg in avantgardistischen Kreisen, interessierte sich für die Welt von Kunst, Politik, Dichtung und Partys und vernachlässigte seine akademischen Studien. Er begegnete der Dichterin Edith Sitwell und trug ihr eines seiner Gedichte vor, woraufhin sie ihn als „the hope of English poetry“ bezeichnete. Gemeinsam mit dem späteren Historiker Alan J. P. Taylor baute er die Oxford University Communist Party auf. Während des Generalstreiks 1926 boten Driberg und Taylor ihre Dienste dem kommunistischen Hauptquartier in London an. Driberg wurde zum Verteilen von Flugblättern eingesetzt und daraufhin für einige Stunden inhaftiert. Trotz seiner Verbindung zu linksextremen Kreisen erhielt er bei der Wahl zur Präsidentschaft der Oxford Union 75 Stimmen gegen 152 des Gewinners.
Während seiner gesamten Studienzeit in Oxford besuchte Driberg regelmäßig die Messe in Pusey House, einer unabhängigen religiösen Institution mit der selbstgestellten Aufgabe, die Church of England im katholischen Sinne zu erneuern. Er war homosexuell, was in Großbritannien bis 1967 strafbar war. Obwohl in Oxford eine homoerotische Gesinnung gängig war, verkehrte er selbst vorzugsweise sexuell mit Männern aus der Arbeiterklasse.
Als Driberg einen musikalischen Scherz inszenierte, den er Homage to Beethoven nannte und der mit Megafonen, Schreibmaschinen und einer laufenden Waschmaschine aufgeführt wurde, erregte dies – durch einen Bericht in der Zeitung – die Aufmerksamkeit des Okkultisten Aleister Crowley, woraufhin sich die beiden mehrfach trafen. Crowley ernannte Driberg zu seinem Nachfolger als Weltlehrer, jedoch blieb es bei Absichtserklärungen. Driberg erhielt von Crowley Manuskripte und Bücher, die er später für gutes Geld verkaufte.

## Tätigkeit als Journalist

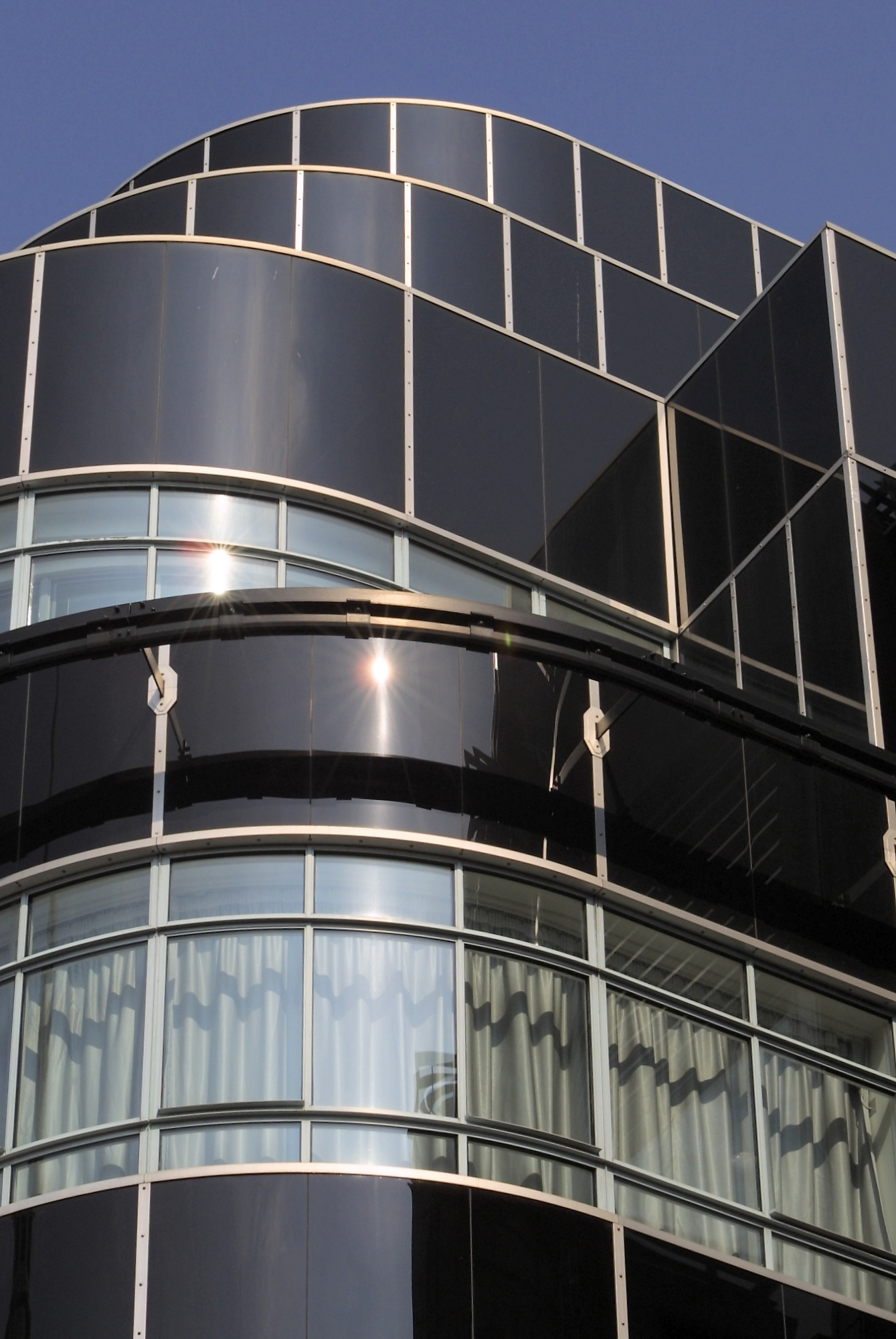
Das Art-déco-Gebäude des Daily Express in der Londoner Fleet Street

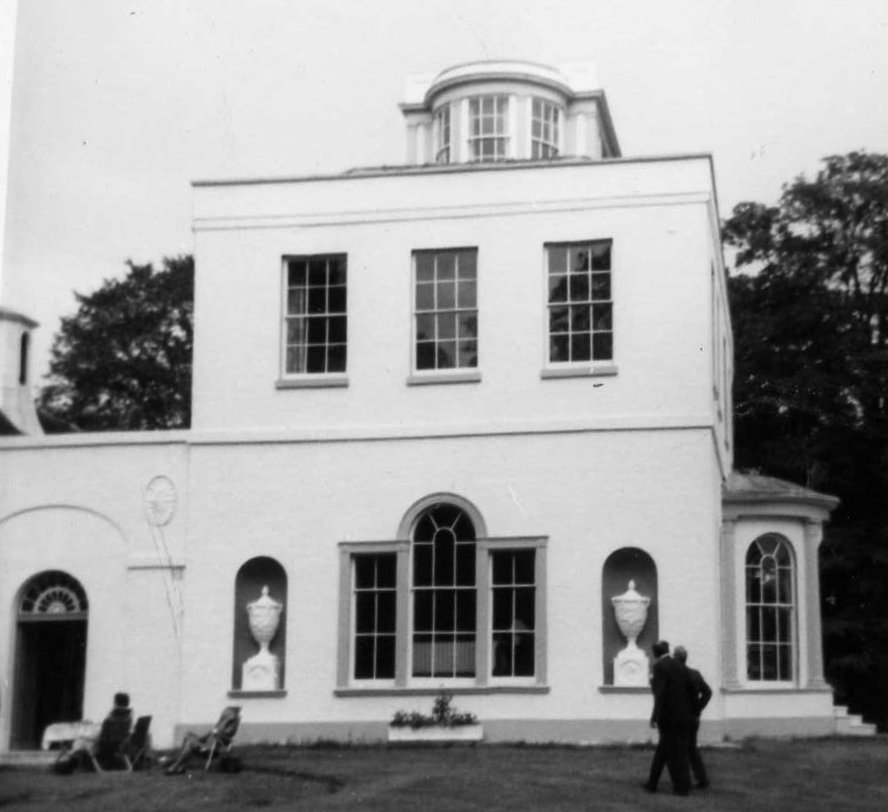
Bradwell Lodge (1965) (der rechte der beiden Männer auf dem Foto ist Driberg)

Nachdem Tom Driberg Oxford verlassen hatte, lebte er in ärmlichen Verhältnissen in London und versuchte, sich als Dichter zu etablieren. Er hielt sich mit Hilfsarbeiten über Wasser und verkaufte seine Wertgegenstände. Er hatte den Kontakt zu Edith Sitwell gehalten und besuchte regelmäßig die Tee-Partys in ihrer Wohnung. Als Sitwell herausfand, dass ihr Protegé finanzielle Probleme hatte, besorgte sie ihm einen Vorstellungstermin beim Daily Express. Nachdem er einen Artikel über das Londoner Nachtleben verfasst hatte, wurde er im Januar 1928 für sechs Wochen zur Probe als Reporter eingestellt.
Schon nach einem Monat konnte Driberg einen journalistischen Coup landen, als er die ersten Zeitungsberichte über die Aktivitäten des US-amerikanischen Evangelisten Frank Buchman in Oxford publizierte, dessen Bewegung als Moralische Aufrüstung bekannt wurde. Im Juli 1928 verfasste Driberg einen Exklusiv-Artikel über eine Society-Party in den Schwimmbädern an der Buckingham Palace Road, der Gesellschaftsgrößen wie Lytton Strachey und Tallulah Bankhead beigewohnt hatten. Seine gesellschaftlichen Beziehungen wurden offenbar, und er erhielt vom Express einen festen Vertrag. Er wurde Assistent von Percy Sewell, der unter dem Pseudonym The Dragoman eine tägliche Kolumne mit dem Titel The Talk of London verfasste. Später verteidigte Driberg diese Tätigkeit damit, sein Ansatz sei satirisch gewesen, und er habe das Verhalten der Reichen absichtlich übertrieben, um die Arbeiterklasse aufzurütteln und so der kommunistischen Partei zu helfen.
Driberg nutzte die Kolumne, um Personen der Gesellschaft und der Literatur bekannt zu machen, aber er widmete sich auch ernsteren Themen wie der Todesstrafe und moderner Architektur. Er stellte den Lesern das Werk von D. H. Lawrence vor sowie das umstrittene Buch The Well of Loneliness der Schriftstellerin Radclyffe Hall, das vom Leben einer lesbischen Frau handelt und zuvor im Express als „anrüchig“ („infamous“) angeprangert worden war. 1932 ging Sewell in Rente, und Driberg war nun allein für die Kolumne verantwortlich, wurde aber zunehmend unzufrieden mit der Oberflächlichkeit seiner Arbeit. Mit der Unterstützung des Inhabers, Max Aitken, 1. Baron Beaverbrook, wurde die Kolumne im Mai 1933 verändert und trug nun den Titel These Names Make News. Der Kolumnist schrieb unter dem Pseudonym William Hickey, was der Name eines Lebemannes aus dem 18. Jahrhundert war. Driberg beschrieb die neue Artikelserie als „intime biografische Kolumne […] über Männer und Frauen, die wichtig sind. Künstler, Staatsmänner, Flieger, Financiers, Forscher […]“.
Beaverbrook, der eine Vorliebe für Driberg entwickelt hatte, amüsierte sich über die Diskrepanz zwischen dessen linker politischen Einstellung und dessen extravagantem Lebensstil. Driberg steckte ständig in finanziellen Schwierigkeiten, und Beaverbrook musste ihm mehrfach mit Vorschüssen und Geldgeschenken aushelfen. Auch ging Driberg weiterhin seiner Vorliebe für rauen, gelegentlichen Sex nach, und im Herbst 1935 wurde er wegen sexueller Belästigung angeklagt. Der Vorfall, bei dem sich Driberg mit zwei Männern das Bett geteilt hatte, ereignete sich in dem Künstlerviertel von London, das Driberg selbst in seiner Kolumne Fitzrovia getauft hatte. Beaverbrook besorgte Driberg einen Staranwalt sowie zwei untadelige Leumundszeugen, und Driberg wurde freigesprochen. Der Verleger sorgte auch dafür, dass darüber nicht in der Presse berichtet wurde. Dies war der erste Vorfall von vielen, die der Autor Kingsley Amis später als die „verblüffende Immunität [die Driberg] vom Gesetz und der Presse bis an das Ende seiner Tage genoss,“ beschrieb.
Gegen Ende der 1930er Jahre machte Tom Driberg mehrere Reisen: Zweimal fuhr er nach Spanien, um den Spanischen Bürgerkrieg zu beobachten, 1938 nach Deutschland nach dem Münchner Abkommen, nach Rom zur Einführung von Papst Pius XII. und 1939 nach New York City zur New York World’s Fair. Als 1939 der Deutsch-sowjetische Nichtangriffspakt geschlossen wurde, informierte Driberg seine Leser, dass diese Krise nicht bedeute, dass es Krieg geben würde. Als neun Tage später der Zweite Weltkrieg ausbrach, entschuldigte er sich bei seinen Lesern. Seine Ablehnung des Paktes sowie seine Unterstützung des Krieges könnten die Gründe gewesen sein, warum er 1941 aus der kommunistischen Partei austrat.
Im Juli 1939 starb Dribergs Mutter. Mit seinem Erbe sowie einer beachtlichen Hypothek kaufte und renovierte er das Landhaus Bradwell Lodge in Bradwell-on-Sea an der Küste von Essex, in dem er bis 1940 lebte, bis das Haus von der Royal Air Force requiriert wurde. Er schrieb weiter die Hickey-Kolumne, nicht immer zur Freude seines Verlegers. Besonders seine Proteste gegen die rücksichtslose Bombardierung der deutschen Zivilbevölkerung waren verpönt. Im November 1941 reiste er in die USA und weilte am 8. Dezember 1941, dem Tag, an dem die Vereinigten Staaten den Eintritt in den Krieg erklärten, in Washington.

## Politische Laufbahn
Als Tom Driberg im März 1942 nach Großbritannien zurückkehrte, herrschte dort eine allgemeine Unzufriedenheit mit der Kriegsführung der Allparteien-Regierung unter Winston Churchill. In der Folge verloren mehrere Vertreter der Regierungsparteien bei Nachwahlen gegen unabhängige Kandidaten; die Regierungsparteien, darunter die Labour Party, hatten vereinbart, in den Wahlkreisen nicht gegeneinander anzutreten. In seiner Kolumne begrüßte Driberg diesen Trend, und als am 12. Mai 1942 Sir Edward Ruggles-Brise, das konservative Parlamentsmitglied des Wahlkreises Maldon, in dem er wohnte, starb, bewarb sich Driberg um dessen Sitz. Im Gegensatz zur Annahme von Churchill und anderen, dass Driberg von Beaverbrook vorgeschickt worden sei, war der Besitzer des Express nicht begeistert von Dribergs Ambitionen und distanzierte sich am 25. Mai in seiner Zeitung öffentlich von dessen Kandidatur. Am 25. Juni 1942 wurde Driberg mit 6000 Stimmen vor seinem konservativen Kontrahenten ins Parlament gewählt. Churchill nannte dieses Resultat ein „Nebenprodukt von Tobruk“, wo die britische Armee gegen die deutschen Einheiten von Erwin Rommel unterlegen war und 42.000 britische Soldaten in Gefangenschaft geraten waren. Evelyn Waugh notierte in seinem Tagebuch, dass das Wahlimage von Driberg als Journalist und kirchlicher Gemeindevorsteher ein „äußerst unvollständiges Bild seines dunklen Charakters“ abgegeben hätte.
Am 7. Juli 1942 hielt Driberg seine Jungfernrede im House of Commons, wobei er sich gegen das Verbot der kommunistischen Zeitung Daily Worker aussprach, da sie ein potentielles Instrument der Heimatpropaganda sei. Am 29. September 1942 bat er den Premierminister um eine „freundliche Vorstellung bei den amerikanischen Militärbehörden mit der Bitte, ihre Männer darauf hinzuweisen, dass die Rassenschranke keine Gepflogenheit in diesem Lande ist“. Er arbeitete weiterhin als Kolumnist und nutzte seine Diät als Parlamentarier, um in Maldon ein Wahlkreisbüro einzurichten. Doch im Juni 1943 wurde er vom Verleger des Express entlassen, nachdem er einen nachteiligen Artikel über ein Regierungsmitglied geschrieben hatte. Beaverbrook, der Eigentümer, unternahm nichts gegen die Kündigung, da seine Vorliebe für Driberg mittlerweile abgekühlt war. Driberg bekam einen Vertrag bei der Sonntagszeitung Reynolds News und eine regelmäßige Parlamentskolumne im New Statesman. Zudem nahm er an einer wöchentlichen Sendung des BBC European Service teil, bis er diese auf Druck der Regierung im Oktober 1943 verlassen musste. Er berichtete von Fortschritten der Alliierten in Frankreich und Belgien als Kriegskorrespondent, und als Parlamentsmitglied war er Zeuge der Geschehnisse nach der Befreiung des Konzentrationslagers Buchenwald.
Bei den Parlamentswahlen 1945 wurde Driberg, der inzwischen der Labour Party beigetreten war, wiedergewählt. Anschließend ging er auf eine längere Reise in den Fernen Osten, wo er unter anderem Lord Mountbatten, den burmesischen Politiker Aung San (Vater von Aung San Suu Kyi) sowie den Vietnamesen Ho Chi Minh kennenlernte. 1949 wurde er in den Vorstand von Labour gewählt und war bei den Parlamentswahlen 1950 wiederum in seinem Wahlkreis erfolgreich. Obwohl Labour nur eine Mehrheit von sechs Sitzen im Parlament hatte und deshalb eine regelmäßige Anwesenheit aller Parlamentarier wichtig war, ging Driberg 1950 erneut auf eine längere Reise, dieses Mal nach Korea, wo Krieg ausgebrochen war. Die Briten kämpften an der Seite der USA im Rahmen einer UN-Militäraktion; diese Beteiligung hatten Driberg und andere linke Abgeordnete abgelehnt. In seinen Berichten unterstützte er jedoch die britischen Truppen. Er blieb dem Parlament drei Monate lang fern und wurde nach seiner Rückkehr von seinen Parteifreunden dafür stark kritisiert.
Im April 1951 traten drei Minister – Aneurin Bevan, Harold Wilson und John Freeman – wegen erhöhter Abgaben für die wachsenden Rüstungsaufgaben zurück. Die früheren Minister bildeten die Gruppe Keep Left, bekannt als Bevanites, zu der auch Driberg gehörte. Driberg befand sich erneut in finanziellen Nöten und wurde 1952 gebeten, eine Biografie von Beaverbrook zu schreiben, der sich für diesen Plan zugänglich zeigte. Das Projekt zog sich über mehrere Jahre hin, während derer Driberg nicht mehr im Parlament saß, nachdem er bei der nächsten Wahl im Jahre 1955 nicht mehr angetreten war.

## Ehe
Im Februar 1951 überraschte Tom Driberg seine Freunde mit der Ankündigung seiner Verlobung mit Ena Mary Binfield, die in London in der Verwaltung des Marie Curie Hospitals arbeitete. Nach Aussagen ihres Sohnes waren ihr die sexuellen Vorlieben von Driberg bekannt, aber sie habe sich mit ihm ein aufregendes politisches Leben erhofft. Die Motive von Driberg blieben unklar, aber er erklärte einem Freund, dass er jemanden brauche, der sich um sein Haus kümmere. Ena Binfield, die jüdischer Herkunft war, ließ sich auf Dribergs Drängen hin vor der Eheschließung taufen. Zum Beginn des Gottesdienstes wurde die Hymne der Labour Party gespielt, die gefolgt wurde von einer „ungeheuer überladenen“ (Wheen) Messe. In den kommenden Jahren versuchte Ena Driberg wenig erfolgreich, sich an den Lebensstil ihres Mannes zu gewöhnen und die Finanzen im Griff zu behalten. Ab 1961 lebten die Eheleute getrennt, wurden jedoch niemals geschieden.

## Buchautor und Journalist
Nachdem Driberg das Parlament verlassen hatte, arbeitete er hauptsächlich an der Biografie von Beaverbrook. Obwohl dieser anfangs versprochen hatte, sich nicht einzumischen, begann er, die Manuskripte von Driberg zu lesen und forderte Änderungen. Es kam zu Auseinandersetzungen, und schließlich bezichtigte Beaverbrook seinen Biografen als von „Bosheit und Haß“ getrieben. Bevor das Buch veröffentlicht wurde, wurden einige umstrittene Passagen entfernt. Trotzdem nutzte Beaverbrook den Daily Express, um das Buch als „feindselig“ anzuprangern. Evelyn Waugh wiederum zeigte sich enttäuscht von dem Buch, das er als „honigsüße Lobrede“ bezeichnete.
Im August 1956 sorgte Driberg für eine Sensation, als er nach Moskau flog, um Guy Burgess zu interviewen, den früheren britischen Diplomaten, der 1951 gemeinsam mit seinem Kollegen Donald Maclean als Spion für die Sowjetunion aufgeflogen und geflohen war. Kurz zuvor waren die beiden Männer in Moskau wieder aufgetaucht. Driberg kannte Burgess, der ebenfalls homosexuell war, seit den 1940er Jahren. Nach seiner Rückkehr schrieb Driberg in kurzer Zeit ein Buch, das auf dem Interviewmaterial basierte und verkaufte die Rechte als Serie an die Daily Mail. Das Buch wurde kritisiert, weil Burgess zu sympathisch dargestellt sei, und es wurde gemutmaßt, das Buch sei vom KGB zensiert worden. Andererseits wurde vermutet, das Interview sei eine Falle des MI5 gewesen, um Burgess geheime Informationen zu entlocken.
Im selben Jahr schloss sich Tom Driberg einer Gruppe von christlichen Sozialisten an, die sich regelmäßig traf. Die Gruppe gab Berichte heraus, die Papers from the Lamb, die 1960 zur Gründung des Christian Socialist Movement führten. Obwohl Driberg nicht mehr im Parlament saß, war er weiterhin Mitglied des Vorstandes der Labour Party, 1957 wurde er „Chairman“ der Partei, eine eher repräsentative Rolle. In diesem Jahr reiste er viel, eigentlich als Korrespondent der Reynolds News, aber er nutzte sein Parteiamt, wenn es ihm nützte. So interviewte er 1958 in Moskau Raumfahrt-Wissenschaftler und traf zweimal Nikita Chruschtschow. In einer Rede brachte er die Konservativen gegen sich auf, als er sagte, die Ideologie der Torys unterscheide sich nicht wesentlich von der deutschen Herrenvolk-Ideologie. Er ließ sich wieder als Kandidat für das Parlament aufstellen und gewann 1959 den Wahlkreis Barking.

### Zweite Karriere als Politiker
Das Hauptanliegen von Driberg nach seiner Rückkehr in das Parlament war die nukleare Abrüstung, daneben Kirchenangelegenheiten und die Bekämpfung von Rassendiskriminierung, jedoch kümmerte er sich kaum um seinen Wahlkreis.
1963 lernte er die Kray-Zwillinge kennen, zwei prominente Londoner Bandenchefs, mit denen er sich anfreundete. Im Juli 1964 berichteten zwei konservative Abgeordnete ihrem Fraktionschef, dass Driberg und der konservative Politiker Lord Boothby bei einem Hunderennen Männer belästigt und dass sie Verbindungen zu verbrecherischen Kreisen hätten. Bei Partys, an denen Driberg und Boothby in der Wohnung der Krays teilnahmen, „wurden derbe Kerle aus dem East End wie Canapés serviert“. Nachdem die Zwillinge 1969 in Haft gekommen waren, setzte sich Driberg wiederholt für bessere Haftbedingungen für sie ein.
Zu seinen Freunde gehörte in dieser Zeit auch Allen Ginsberg. Dem Musiker Mick Jagger, dem Frontman der Band The Rolling Stones, zu deren Gefolge auch Personen aus dem Umfeld der Kray-Brüder gehörten, schlug Driberg um 1965 vor, für das Parlament zu kandidieren.
1964 publizierte Driberg eine kritische Studie über die Moralische Aufrüstung, die ihm Angriffe wegen seiner Homosexualität und seiner kommunistischen Vergangenheit von deren Basis einbrachte. Es plagten ihn wieder finanzielle Probleme, da die Reynolds News, in Sunday Citizen umbenannt, 1967 eingestellt worden war, und er überlegte, sein Haus zu verkaufen, was erst 1971 gelang. 1970 wollte sich Driberg als Abgeordneter zurückziehen und bat Premierminister Harold Wilson, ihn zum Botschafter im Vatikan zu ernennen, aber er war schon über das Pensionsalter für Diplomaten hinaus. Also ließ sich Driberg erneut aufstellen und wurde gewählt.

## Die letzten Jahre

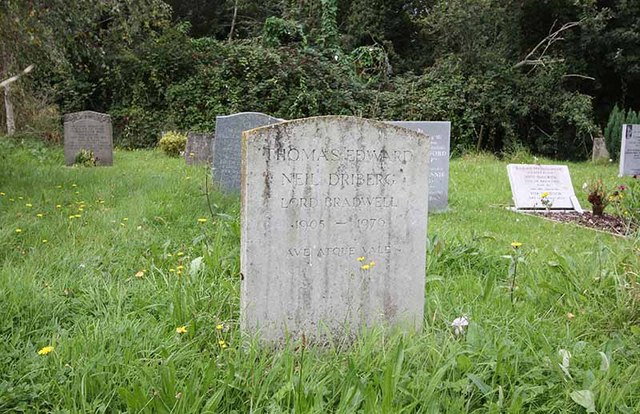
Das Grab von Tom Driberg auf dem Friedhof in Bradwell

Aufgrund seines Alters und seiner schlechten Gesundheit reduzierte Driberg seine politischen Aktivitäten und wurde 1972 aus dem Vorstand der Labour Party herausgewählt. Nach dem Verkauf seines Hauses zog er in eine kleine Wohnung im Londoner Stadtteil Barbican. Im Februar 1974, im Alter von 68 Jahren, zog er sich aus dem House of Commons zurück, um seine Memoiren zu verfassen. Weil er Geld brauchte, schrieb er aber zunächst eine Biografie seines Journalistenkollegen Hannen Swaffer. Zu seinem 70. Geburtstag organisierten Freunde für ihn eine große Party: „ein Herzog, zwei Töchter von Herzögen, verschiedene Lords, ein Bischof, ein Dichterfürst – nicht schlecht für einen alten linken Parlamentsabgeordneten“, bemerkte Driberg zu einem seiner Gäste.
Im November 1975 wurde Driberg zum Peer auf Lebenszeit ernannt und im Januar 1976 nahm er seinen Sitz im House of Lords mit dem Titel Baron Bradwell (of Bradwell juxta Mare in the County of Essex) ein. Am 14. April machte er erfolglos eine Vorlage, nach der sich die britischen Truppen aus Nordirland zurückziehen sollten. Am 12. August 1976 erlitt er während einer Taxifahrt einen tödlichen Herzanfall.

## Vorwürfe von Spionage
Nachdem Driberg 1956 das verständnisvolle Porträt von Burgess veröffentlicht hatte, wurde er in einigen Medien als „Narr von Moskau“ bezeichnet. Zwei Jahre nach seinem Tod behauptete der Journalist Chapman Pincher, dass er ein „Kreml-Agent aus Sympathie“ gewesen sei sowie ein Unterstützer von kommunistischen Spitzenverbänden. 1979 veröffentlichte Andrew Boyle das Buch The Climate of Treason, in dem er darstellte, dass Driberg zwar ein Freund von Burgess gewesen sei, erwähnte ihn aber nicht als Mitglied des Spionagerings. Es habe in den 1950er Jahren eine „Spionage-Hysterie“ gegeben, so Boyle.
1981 veröffentlichte Pincher Their Trade is Treachery, in dem er behauptete, dass Driberg schon als Schuljunge in Lancing vom MI5 angeworben worden sei, um die kommunistische Partei auszuspionieren, und dass er später ein vom KGB bezahlter Doppel-Agent gewesen sei. Der frühere KGB-Agent Wassili Mitrochin behauptete wiederum, dass die Sowjets Driberg mit seiner Homosexualität erpresst hätten.
Das Gewicht der Informationen überzeugten schließlich auch einige der früheren Freunde von Driberg, dass er ein Landesverräter gewesen sei. Dagegen war der ehemalige Politiker der Labour Party, Reginald Paget, der Meinung, dass selbst ein Geheimdienst nicht so „wahnsinnig sei, einen Mann wie Driberg zu rekrutieren“, der für seine Indiskretion berüchtigt war und niemals ein Geheimnis für sich behalten konnte. Die Version von Mitrochin hinsichtlich Dribergs Homosexualität hielt der Historiker Jeff Sharlet für unwahrscheinlich, da Dribergs sexuelle Orientierung in politischen Kreisen ein offenes Geheimnis gewesen sei.
Dribergs Biograf Wheen merkt dazu an, dass Pincher nicht objektiv sei: Die Labour Party und ihre vermeintliche Infiltrierung durch kommunistische Agenten sei dessen Hauptthema über viele Jahre gewesen. Pinchers Meinung über Driberg war, dass er „jedermann“ verraten habe, während Wheen der Meinung ist, dass Driberg über jedermann geklatscht habe, „aber Indiskretion nicht synonym mit Verrat“ sei. Dribergs Parteikollege Leo Abse urteilte über ihn differenzierter: Driberg sei ein Abenteurer gewesen, der gerne verschiedene Rollen gespielt hätte.

## Nachrufe
In seinem Testament hatte Tom Driberg seinen Freund Gerald Irvine gebeten, eine „Anti-Lobeshyme“ zu halten. Irvine folgte den Anweisungen mit einer detaillierten Bewertung der Verstöße von Driberg gegen die Sieben Todsünden. Er befand ihn schuldig der Völlerei, der Wollust und des Zorns, aber relativ frei von Geiz und Neid und gänzlich frei von Faulheit. Stolz, so Irvine, sei im Falle von Driberg gemildert gewesen durch Bescheidenheit. Dribergs Witwe Ena nahm an der Beerdigung nicht teil, sondern drückte in einem einzigen Interview ihren Respekt für Dribergs öffentliche Leistungen aus, wollte sich aber nicht zu privaten Themen äußern.
Mervyn Stockwood rühmte Driberg während der Trauerfeier als „Sucher nach der Wahrheit“, dessen Loyalität für die sozialistische Sache außer Diskussion stehe. Parteikollege Michael Foot schrieb im Nachwort zu Dribergs Memoiren, dass dessen Homosexualität ihn zu einem „Leben in tiefer Einsamkeit“ verdammt habe. The Times beschrieb Driberg als „Journalisten, Intellektuellen, Trinker, Klatschmaul, Kirchenvertreter, Liturgen, Homosexuellen“, und damit wohl zum ersten Mal, dass die Times jemanden öffentlich als Homosexuellen bezeichnete. 1977 wurden Dribergs Memoiren Ruling Passions publiziert, und die unverblümten Schilderungen seiner sexuellen Praktiken verstörten die Öffentlichkeit sowie einige seiner früheren Freunde. Zu weiteren bösen Schmähungen von Driberg kam es, nachdem das Buch von Pincher über Dribergs vermeintliche Verbindungen zum KGB 1981 erschienen war. Michael Foot wies jedoch diese Anschuldigungen zurück. Driberg sei indes immer zu schnell bereit gewesen, kommunistische Untaten zu entschuldigen, aber diese Haltung sei mit einer „absolut aufrichtigen Hingabe an die Sache des Friedens verbunden gewesen“.

## Publikationen
Publikationen, die von Driberg geschrieben wurden oder an denen er beteiligt war:
- Mosley? No! W.H. Allen, London 1948, OCLC 559815889.
- Colonnade. The Pilot Press, London 1949, OCLC 2846959.
- The Best of Both Worlds. Phoenix House, London 1953, OCLC 3434288.
- Beaverbrook: A Study in Power and Frustration. Weidenfeld and Nicolson, London 1956, OCLC 559815813.
- Guy Burgess: A Portrait with Background. Weidenfeld and Nicolson, London 1956, OCLC 559815854.
- M R A: A Critical Examination. The Shenval Press, Harlow 1962, OCLC 559815879.
- The Mystery of Moral Re-Armament a Study of Frank Buchman and His Movement. Secker and Warburg, London 1964, OCLC 460115621.
- Swaff: The Life and Times of Hannen Swaffer. Macdonald and Jane’s, London 1974, ISBN 0-356-04369-X.
- Ruling Passions. Jonathan Cape, London 1977, ISBN 0-224-01402-1.
- Private Eye Crosswords. Hutchinson, London 1983, ISBN 0-09-154431-9.